# 44. Szaturnusz-gála
A 44. Szaturnusz-gála a 2017-es év legjobb filmes és televíziós sci-fi, horror és fantasy alakításait értékelte. A díjátadót 2018. június 27-én tartották a kaliforniai Burbankben, a műsor házigazdája Jonah Ray volt. A jelöltek listáját 2018. március 15-én hozták nyilvánosságra.

## Győztesek és jelöltek
Forrás:

### Film
| Legjobb képregény-adaptáció | Legjobb sci-fi-film |
| --- | --- |
| - Fekete Párduc - A galaxis őrzői vol. 2. - Logan – Farkas - Pókember: Hazatérés - Thor: Ragnarök - Wonder Woman | - Szárnyas fejvadász 2049 - Alien: Covenant - Élet - Star Wars VIII. rész – Az utolsó jedik - Valerian és az ezer bolygó városa - A majmok bolygója: Háború |
| Legjobb fantasyfilm | Legjobb horrorfilm |
| - A víz érintése - A szépség és a szörnyeteg - Kicsinyítés - Jumanji – Vár a dzsungel - Kong: Koponya-sziget - Paddington 2. | - Tűnj el! - 47 méter mélyen - Annabelle 2. – A teremtés - Better Watch Out - Az - Anyám! |
| Legjobb akciófilm vagy kalandfilm | Legjobb filmthriller |
| - A legnagyobb showman - Nyomd, Bébi, nyomd - Dunkirk - Halálos iramban 8. - Ellenségek - Kingsman: Az aranykör | - Három óriásplakát Ebbing határában - Büntető ököl - Gyilkosság az Orient expresszen - A Pentagon titkai - Suburbicon – Tiszta udvar, rendes ház - Wind River – Gyilkos nyomon |
| Legjobb animációs film | Legjobb nemzetközi film |
| - Coco - Bébi úr - Verdák 3. - Gru 3. - Mi a neved? | - Báhubali – A befejezés - Megtorlás - The Lodgers - Az ember, aki feltalálta a karácsonyt - A négyzet - Wolf Warrior 2 |
| Legjobb rendező | Legjobb forgatókönyv |
| - Ryan Coogler – Fekete Párduc - Guillermo del Toro – A víz érintése - Patty Jenkins – Wonder Woman - Rian Johnson – Star Wars VIII. rész – Az utolsó jedik - Jordan Peele – Tűnj el! - Matt Reeves – A majmok bolygója: Háború - Denis Villeneuve – Szárnyas fejvadász 2049 | - Star Wars VIII. rész – Az utolsó jedik – Rian Johnson - Fekete Párduc – Ryan Coogler, Joe Robert Cole - Szárnyas fejvadász 2049 – Michael Green, Hampton Fancher - Tűnj el! – Jordan Peele - Logan – Farkas – Scott Frank, Michael Green, James Mangold - A víz érintése – Guillermo del Toro, Vanessa Taylor - Wonder Woman – Jason Fuchs, Allan Heinberg, Zack Snyder                       |
| Legjobb férfi főszereplő | Legjobb női főszereplő |
| - Mark Hamill – Star Wars VIII. rész – Az utolsó jedik (Luke Skywalker) - Chadwick Boseman – Fekete Párduc (T'Challa / Fekete Párduc) - Ryan Gosling – Szárnyas fejvadász 2049 (K) - Hugh Jackman – Logan – Farkas (Logan / X-24) - Daniel Kaluuya – Tűnj el! (Chris Washington) - Andy Serkis – A majmok bolygója: Háború (Caesar) - Vince Vaughn – Büntető ököl (Bradley Thomas) | - Gal Gadot – Wonder Woman (Diana Prince / Wonder Woman) - Sally Hawkins – A víz érintése (Elisa Esposito) - Frances McDormand – Három óriásplakát Ebbing határában (Mildred Hayes) - Lupita Nyong’o – Fekete Párduc (Nakia) - Rosamund Pike – Ellenségek (Rosalee Quaid) - Daisy Ridley – Star Wars VIII. rész – Az utolsó jedik (Rey) - Emma Watson – A szépség és a szörnyeteg (Belle)       |
| Legjobb férfi mellékszereplő | Legjobb női mellékszereplő |
| - Patrick Stewart – Logan – Farkas (Charles Xavier / X Professzor) - Harrison Ford – Szárnyas fejvadász 2049 (Rick Deckard) - Michael B. Jordan – Fekete Párduc (N'Jadaka / Erik "Koncoló" Stevens) - Michael Keaton – Pókember: Hazatérés (Adrian Toomes / Keselyű) - Chris Pine – Wonder Woman (Steve Trevor) - Michael Rooker – A galaxis őrzői vol. 2. (Yondu) - Bill Skarsgård – Az (Az / Krajcáros) | - Danai Gurira – Fekete Párduc (Okoye) - Ana de Armas – Szárnyas fejvadász 2049 (Joi) - Carrie Fisher – Star Wars VIII. rész – Az utolsó jedik (Leia Organa) (posztumusz) - Lois Smith – Marjorie Prime (Marjorie) - Octavia Spencer – A víz érintése (Zelda Delilah Fuller) - Tessa Thompson – Thor: Ragnarök (Valkűr) - Kelly Marie Tran – Star Wars VIII. rész – Az utolsó jedik (Rose Tico) |
| Legjobb fiatal színész | Legjobb vágás |
| - Tom Holland – Pókember: Hazatérés (Peter Parker / Pókember) - Dafne Keen – Logan – Farkas (Laura Kinney / X-23) - Sophia Lillis – Az (Beverly Marsh) - Millicent Simmonds – Wonderstruck (Rose - Jacob Tremblay – Az igazi csoda (August "Auggie" Pullman) - Letitia Wright – Fekete Párduc (Shuri) - Zendaya – Pókember: Hazatérés (Michelle) | - Star Wars VIII. rész – Az utolsó jedik – Bob Ducsay - Fekete Párduc – Debbie Berman, Michael P. Shawver - Halálos iramban 8. – Paul Rubell, Christian Wagner - Tűnj el! – Gregory Plotkin - Logan – Farkas – Michael McCusker, Dirk Westervelt - A víz érintése – Sidney Wolinsky |
| Legjobb filmzene | Legjobb látványtervezés |
| - Coco – Michael Giacchino - Fekete Párduc – Ludwig Göransson - A legnagyobb showman – John Debney, Joseph Trapanese - A víz érintése – Alexandre Desplat - Star Wars VIII. rész – Az utolsó jedik – John Williams - Wonderstruck – Carter Burwell | - Fekete Párduc – Hannah Beachler - A szépség és a szörnyeteg – Sarah Greenwood - Szárnyas fejvadász 2049 – Dennis Gassner - A víz érintése – Paul Denham Austerberry - Star Wars VIII. rész – Az utolsó jedik – Rick Heinrichs - Valerian és az ezer bolygó városa – Hugues Tissandier |
| Legjobb jelmez | Legjobb smink |
| - A szépség és a szörnyeteg – Jacqueline Durran - Fekete Párduc – Ruth E. Carter - A legnagyobb showman – Ellen Mirojnick - Star Wars VIII. rész – Az utolsó jedik – Michael Kaplan - Valerian és az ezer bolygó városa – Olivier Bériot - Wonder Woman – Lindy Hemming | - Fekete Párduc – Ken Diaz, Joel Harlow - Szárnyas fejvadász 2049 – Donald Mowat - A galaxis őrzői vol. 2. – John Blake, Brian Sipe - Az – Alec Gillis, Sean Sansom, Tom Woodruff Jr., Shane Zander - A víz érintése – Mike Hill, Shane Mahan - Star Wars VIII. rész – Az utolsó jedik – Peter King, Neal Scanlan - Az igazi csoda – Arjen Tuiten                                               |
| Legjobb különleges effektek | Legjobb független film |
| - A galaxis őrzői vol. 2. – Jonathan Fawkner, Dan Sudick, Christopher Townsend, Guy Williams - Fekete Párduc – Geoffrey Baumann, Craig Hammack,Dan Sudick - Szárnyas fejvadász 2049 – Richard R. Hoover, Paul Lambert, Gerd Nefzer, John Nelson - Kong: Koponya-sziget – Scott Benza, Mike Meinardus, Stephen Rosenbaum, Jeff White - Star Wars VIII. rész – Az utolsó jedik – Chris Corbould, Ben Morris, Mike Mulholland. Neal Scanlan - A majmok bolygója: Háború – Daniel Barrett, Dan Lemmon, Joe Letteri, Joel Whist | - Az igazi csoda - Én, Tonya - LBJ – Az elnök - Lucky - Marston professzor és a két Wonder Woman - Super Dark Times - Wonderstruck |

### Televízió

#### Műsorok
| Legjobb televíziós szuperhős-adaptáció sorozat | Legjobb televíziós sci-fi-sorozat |
| --- | --- |
| - Flash – A Villám (The CW) - A S.H.I.E.L.D. ügynökei (ABC) - A zöld íjász (The CW) - Fekete Villám (The CW) - Gotham (Fox) - A holnap legendái (The CW) - Supergirl (The CW)               | - Az Orville: Új horizontok (Fox) - A visszatérők (The CW) - Kolónia (USA Network) - Ki vagy, doki? (BBC America) - A Térség (SyFy) - Megmentés (CBS) - X-akták (Fox)                                                                |
| Legjobb televíziós fantasysorozat | Legjobb televíziós horrorsorozat |
| - Outlander – Az idegen (Starz) - Amerikai istenek (Starz) - Trónok harca (HBO) - A Jó Hely (NBC) - Templomosok (History) - A titkok könyvtára (TNT) - A varázslók (SyFy)                   | - The Walking Dead (AMC) - Amerikai Horror Story: Szekta (FX) - Ash vs Evil Dead (Starz) - Fear the Walking Dead (AMC) - Preacher (AMC) - The Strain – A kór (FX) - Teen Wolf – Farkasbőrben (MTV)                                   |
| Legjobb televíziós akcióthriller-sorozat | Legjobb televíziós műsor |
| - Better Call Saul (AMC) - Az elmeorvos (TNT) - Animal Kingdom (TNT) - Fargo (FX) - Into the Badlands (AMC) - Mr. Mercedes (Audience) - Riverdale (The CW)                                  | - Twin Peaks (Showtime) - Channel Zero (SyFy) - Utódok 2. (Disney Channel) - Ki vagy, doki?: Kétszer volt, hol nem volt (BBC America) - Mystery Science Theater 3000: The Return (Netflix) - Okja (Netflix) - A tettes (USA Network) |
| Legjobb televíziós animációs film vagy sorozat | Legjobb televíziós websorozat |
| - Star Wars: Lázadók (Disney XD) - Archer (FX) - BoJack Horseman (Netflix) - Derült égből fasírt (Cartoon Network) - Family Guy (Fox) - Rick és Morty (Adult Swim) - A Simpson család (Fox) | - Star Trek: Discovery (CBS All Access) - Valós halál (Netflix) - Fekete tükör (Netflix) - Electric Dreams (Prime Video) - A szolgálólány meséje (Hulu) - Mindhunter – Mit rejt a gyilkos agya (Netflix) - Stranger Things (Netflix) |
| Legjobb webes szuperhős-adaptáció sorozat | |
| - A Megtorló (Netflix) - A Védelmezők (Netflix) - Future Man (Hulu) - Vasököl (Netflix) - Runaways (Hulu) - A kullancs (Prime Video)                                                        | |

#### Színészek
| Legjobb televíziós színész | Legjobb televíziós színésznő |
| --- | --- |
| - Kyle MacLachlan (Dale Cooper) – Twin Peaks (Showtime) - Jon Bernthal (Frank Castle / Megtorló( – A Megtorló (Netflix) - Bruce Campbell (Ash Williams) – Ash vs Evil Dead (Starz) - Sam Heughan (Jamie Fraser) – Outlander – Az idegen (Starz) - Jason Isaacs (Gabriel Lorca) – Star Trek: Discovery (CBS All Access) - Andrew Lincoln (Rick Grimes) – The Walking Dead (AMC) - Seth MacFarlane (Ed Mercer) – Az Orville: Új horizontok (Fox) - Ricky Whittle (Shadow Moon) – Amerikai istenek (Starz)                                                                       | - Sonequa Martin-Green (Michael Burnham) – Star Trek: Discovery (CBS All Access) - Gillian Anderson (Dana Scully) – X-akták (Fox) - Caitríona Balfe (Claire Fraser) – Outlander – Az idegen (Starz) - Melissa Benoist (Kara Danvers / Supergirl) – Supergirl (The CW) - Lena Headey (Cersei Lannister) – Trónok harca (HBO) - Adrianne Palicki (Kelly Grayson) – Az Orville: Új horizontok (Fox) - Sarah Paulson (Susan Atkins / Ally Mayfair-Richards) – Amerikai Horror Story: Szekta (FX) - Mary Elizabeth Winstead (Nikki Swango) – Fargo (FX) |
| Legjobb televíziós férfi mellékszereplő | Legjobb televíziós női mellékszereplő |
| - Michael McKean (Chuck McGill) – Better Call Saul (AMC) - Nikolaj Coster-Waldau (Jaime Lannister) – Trónok harca (HBO) - Miguel Ferrer (Albert Rosenfield) – Twin Peaks (Showtime) (posztumusz) - Kit Harington (Havas Jon) – Trónok harca (HBO) - Doug Jones (Saru) – Star Trek: Discovery (CBS All Access) - Christian Kane (Jacob Stone) – A titkok könyvtára (TNT) - Khary Payton (Ezekiel) – The Walking Dead (AMC) - Evan Peters (Kai Anderson, Marshall Applewhite, Jézus, Jim Jones, David Koresh, Charles Manson, Andy Warhol) – Amerikai Horror Story: Szekta (FX) | - Rhea Seehorn (Kim Wexler) – Better Call Saul (AMC) - Odette Annable (Samantha Arias / Uralom) – Supergirl (The CW) - Dakota Fanning (Sara Howard) – Az elmeorvos (TNT) - Danai Gurira (Michonne) – The Walking Dead (AMC) - Melissa McBride (Carol Peletier) – The Walking Dead (AMC) - Candice Patton (Iris West-Allen) – Flash – A Villám (The CW) - Adina Porter (Beverly Hope) – Amerikai Horror Story: Szekta (FX) - Krysten Ritter (Jessica Jones) – A Védelmezők (Netflix)                                                                |
| Legjobb fiatal színész (televíziós sorozat) | Legjobb televíziós vendégszereplő |
| - Chandler Riggs (Carl Grimes) – The Walking Dead (AMC) - KJ Apa (Archie Andrews) – Riverdale (The CW) - Millie Bobby Brown (Tizenegy) – Stranger Things (Netflix) - Max Charles (Zach Goodweather) – The Strain – A kór (FX) - Alycia Debnam-Carey (Alicia Clark) – Fear the Walking Dead (AMC) - David Mazouz (Bruce Wayne) – Gotham (Fox) - Lili Reinhart (Betty Cooper) – Riverdale (The CW) - Cole Sprouse (Jughead Jones) – Riverdale (The CW) | - David Lynch (Gordon Cole) – Twin Peaks (Showtime) - Bryan Cranston (Silas Herrick) – Electric Dreams (Prime Video) - Michael Greyeyes (Qaletaqa Walker) – Fear the Walking Dead (AMC) - Jeffrey Dean Morgan (Negan) – The Walking Dead (AMC) - Rachel Nichols (Nicole Noone) – A titkok könyvtára (TNT) - Jesse Plemons (Robert Daly) – Fekete tükör (Netflix) - Hartley Sawyer (Ralph Dibny / Elongated Man) – Flash – A Villám (The CW) - Michelle Yeoh (Philippa Georgiou) – Star Trek: Discovery (CBS All Access)                            |

### Házimozi
| Legjobb DVD vagy Blu-ray | Legjobb klasszikus film DVD vagy Blu-ray |
| --- | --- |
| - Dave és a labirintus - 2:22 – Párhuzamos vonzalmak - A kolosszus - Chucky kultusza - Devil's Whisper - Az őslakó: Holocén | - Mentőcsónak - Caltiki – The Immortal Monster - Metropolis pusztulása - The Mephisto Waltz - Az öreg sötét ház - Tobor the Great                                                      |
| Legjobb speciális kiadású DVD vagy Blu-ray | Legjobb televíziós műsor DVD vagy Blu-ray |
| - Az élőhalottak éjszakája (The Criterion Collection) - A Kék Hold völgye (80th Anniversary) - The Lost World (Deluxe Edition) - Re-animátor (Special Edition) - Speed Racer (Collector's Edition) - Sóhajok (40th Anniversary Edition) | - Amerikai istenek (Első évaf) - Grimm (A teljes sorozat) - Rockford nyomoz (A teljes sorozat) - Twin Peaks: A harmadik évad - Vámpírnaplók (A teljes sorozat) - Westworld (Első évad) |
| Legjobb DVD vagy Blu-ray gyűjtemény | |
| - A teljes Drakula-gyűjtemény (Drakula, Drakula lánya, Drakula fia, Frankenstein háza, Drakula háza, Abbott and Costello Meet Frankenstein) - Abbott és Costello-gyűjtemény - Adventures of Captain Marvel: A 12 részes sorozat - Christopher Nolan 4K-gyűjtemény (Batman: Kezdődik!, A tökéletes trükk, A sötét lovag, Eredet, A sötét lovag – Felemelkedés, Csillagok között, Dunkirk) - Fritz Lang: A némafilmes gyűjtemény (The Plague of Florence, A pókok, Harakiri, Four Around a Woman, Az éjféli vándor, Dr. Mabuse, A Nibelungok, Metropolis, Kém, A Hold asszonya) - A múmia: A teljes gyűjtemény (A múmia, A múmia bosszúja, The Mummy's Tomb, The Mummy's Curse, The Mummy's Ghost, Abbott és Costello találkozik a múmiával) - OSS 117: Öt filmes gyűjtemény (OSS 117 Is Unleashed, Shadow of Evil, OSS 117 Mission for a Killer, Atout cœur à Tokyo pour OSS 117, and OSS 117 – Double Agent) | |

### Színház
| Legjobb helyi színházi előadás |
| --- |
| - Valami bűzlik (Segerstrom Center for the Arts) - Finding Neverland (Segerstrom Center for the Arts) - Miracle on 34th Street (Pasadena Playhouse) - Oklahoma! (3-D Theatricals) - Spamalot (3-D Theatricals) - Zoot Suit (Mark Taper Forum) |

### Különdíj
- Producer's Showcase Award: Jason Blum
- Dan Curtis Legacy Award: Sarah Schechter
- President's Memorial Award: Guillermo del Toro
- Special Achievement Award: Don Mancini
- Filmmaker's Showcase Award: Jake Kasdan

## Fordítás
- Ez a szócikk részben vagy egészben  a(z)   44th Saturn Awards című angol Wikipédia-szócikk fordításán alapul.  Az eredeti cikk szerkesztőit annak laptörténete sorolja fel. Ez a jelzés csupán a megfogalmazás eredetét és a szerzői jogokat jelzi, nem szolgál a cikkben szereplő információk forrásmegjelöléseként.